# Ораниенбаум (люгер, 1849)
«Ораниенба́ум» — люгер Балтийского флота Российской империи.

## Описание судна
12-пушечный трёхмачтовый люгер специальной постройки. Длина судна между перпендикулярами по сведениям из различных источников составляла от 19,8 до 19,81 метра, ширина от 6,4 до 6,43 метра, а глубина интрюма от 3,5 до 3,51 метра.

## История службы
Люгер был заложен 26 октября (7 ноября) 1848 года на Охтенской верфи, спущен на воду 14 (26) июня 1849 года и вошёл в состав Балтийского флота. Строительство вёл корабельный мастер И. А. Амосов. В 1851, 1852 и 1853 годах люгер ходил в практические плавания в Балтийском море и Финском заливе, а следующие два года стоял в порту Кронштадта. 27 июля (8 августа) 1854 года корабль принял участие в Высочайшем смотре на Кронштадтском рейде, а с 1857 по 1861 год стоял в порту Санкт-Петербурга.
В 1861 году «Ораниенбаум» был продан на слом и 14 (26) октября 1861 года исключён из списков флота.

## Командиры
Люгер «Ораниенбаум» в разное время ходил под командованием следующих капитанов:
1. 1851—1853 — Л. М. фон дер Рекке.
2. 1856—1857 — Х. П. Эрдели.